# 八幡館 (大鰐町)
八幡館（はちまんだて）は、青森県南津軽郡大鰐町の大字。郵便番号は038-0243。

## 地理
- 蔵館と並び、大鰐町の北部に位置し、当地の西部を東北自動車道が通り、大鰐弘前インターチェンジが位置する地区。北部は弘前市乳井、東部は蔵館、南部は宿川原、南西部から西部にかけて鯖石、西部は小金崎、西北部は石川に接する。

- また、八幡館の小字広田は飛地で、国道7号が通り、弘南鉄道大鰐線鯖石駅・宿川原駅間に位置する。北部は鯖石、東部は宿川原、南部は三ツ目内、西部は森山に接する。

### 小字
小字として浅瀬渕・油石・池ノ沢・泉田・長内・樺ノ沢・川原・沢田・高水山・畳田・長面・梨木平・野走・八幡館・広田・古堂・武士沢・前田・水入・山下がある。

## 歴史

### 沿革
- 1871年（明治4年） - 弘前県を経て青森県に所属。
- 1889年（明治22年） - 八幡館村から石川村の一部になる。
- 1923年（大正12年） - 石川町の一部になる。
- 1957年（昭和32年） - 弘前市に合併。
- 1964年（昭和39年） - 住民の分市運動により森山全域、小金崎・八幡館・鯖石の一部が大鰐町に編入され、大鰐町の大字になる。
- 1982年（昭和57年） - 一部が小金崎一丁目になる。

## 施設

### 福祉
- 八幡舘社会福祉館

### 工業
- タムロン成形工場
- ゼネレールホームサービスブラスト大鰐工場
- 広瀬被覆大鰐工場

### 温泉
- 鯖石温泉

### 消防
- 大鰐町消防団第十五分団機械置場

### 公共
- 八幡館公民館

## 小・中学校の学区
町立小・中学校に通う場合、学区は以下の通りとなる。
| 大字   | 番・番地 | 小学校             | 中学校             |
| ------ | -------- | ------------------ | ------------------ |
| 八幡館 | 全域     | 大鰐町立大鰐小学校 | 大鰐町立大鰐中学校 |

## 交通
- 弘南バス

鯖石（弘前バスターミナル - 大鰐南団地・碇ヶ関線）停留所。